# Кёнигсхайн
Кёнигсхайн (нем. Königshain) — община в Германии, в земле Саксония. Подчиняется административному округу Дрезден. Входит в состав района Гёрлиц. Подчиняется управлению Райхенбах. Население составляет 1266 человек (на 31 декабря 2010 года). Занимает площадь 19,52 км².

## Население
| Год  | Численность | Численность |
| ---- | ----------- | ----------- |
| 2017 | 1179        | [ 1 ]       |
| 2019 | 1180        | [ 3 ]       |
| 2021 | 1163        | [ 4 ]       |
| 2022 | 1170        | [ 5 ]       |
| 2023 | 1194        | [ 2 ]       |